# Municipio de Tancanhuitz
Tancanhuitz es uno de los 59 municipios que constituyen el estado mexicano de San Luis Potosí.

## Toponimia
El nombre Tancanhuitz, que en sus orígenes fue Canhuitzn, proviene de la lengua huasteca y se interpreta como «lugar de flores» o «canoa de flores amarillas».

## Descripción geográfica

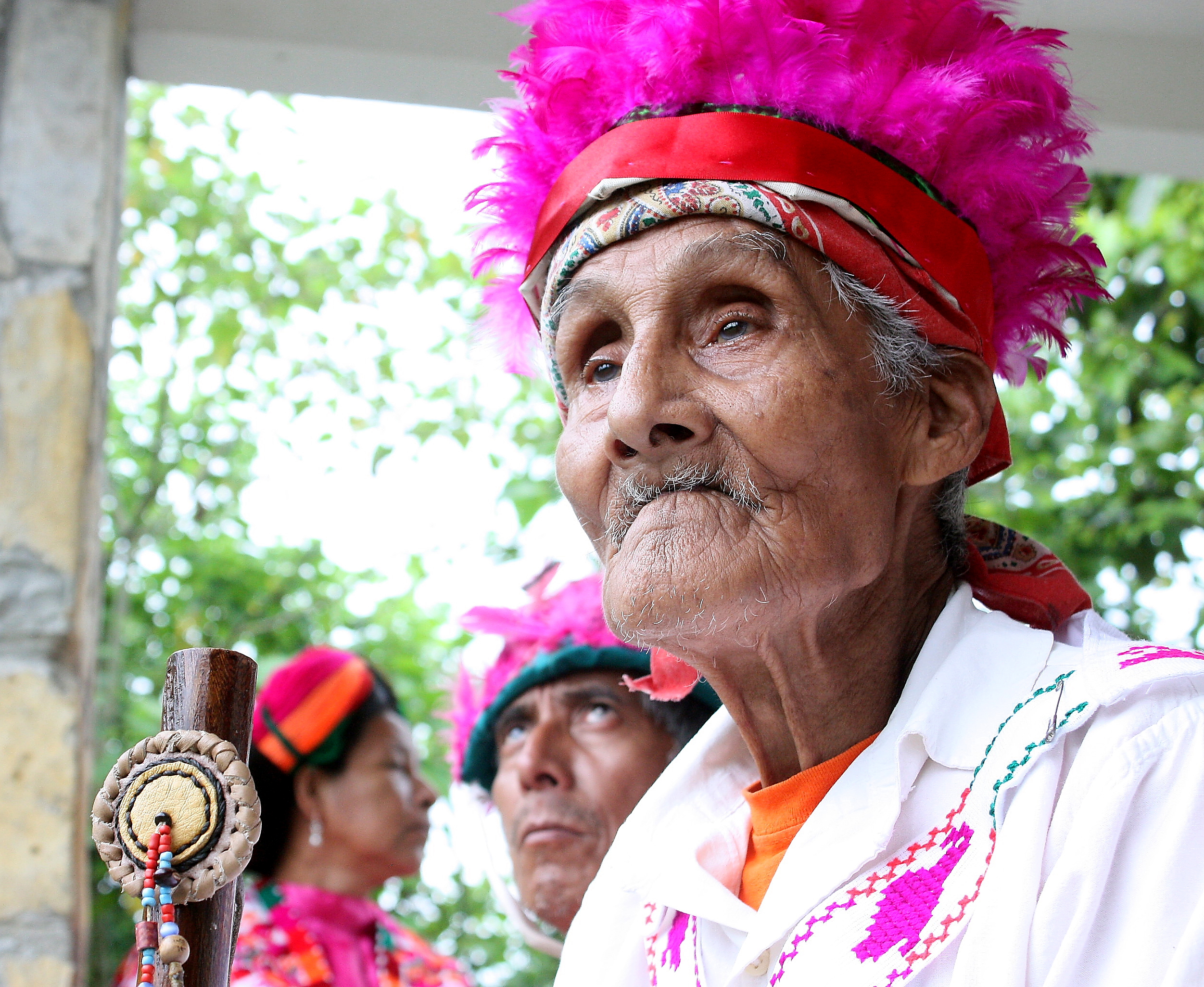
Volador de la cultura tenek, Tancahuitz.

### Ubicación
Tancanhuitz se localiza al sureste del estado entre las coordenadas geográficas 21º 36’ N, y 98° 58’ W; a una altitud promedio de 200 m s. n. m.
El municipio tiene una extensión de 137 km² y limita al este con el municipio de San Antonio; al noreste con el municipio de Tanlajás; al oeste con el municipio de Aquismón; al sur con los municipios de Coxcatlán y Huehuetlán, y al sureste con el municipio de Tampamolón Corona.
La localidad de Tancanhuitz, cabecera del municipio, se encuentra en la ubicación 21°35′34″N 98°57′53″O / 21.59278, -98.96472, a una altura aproximada de 200 m s. n. m.

### Orografía e hidrografía
El territorio del municipio es accidentado en su mayoría, al norte de la cabecera municipal se encuentra una pequeña región plana. Sus suelos se formaron en la era Mesozoica, su uso principalmente es ganadero, forestal y agrícola. El municipio pertenece a la región hidrológica Pánuco. Sus recursos hidrológicos son proporcionados por los ríos Oxitipa, Tampaón y Coy. Además cuenta con arroyos de afluente temporal, como el Tancancuitz; así como algunos manantiales.

### Clima
El clima del municipio es cálido semicálido con abundantes lluvias en verano al noroeste del municipio y cálido al norte; no posee cambio térmico invernal bien definido. La temperatura media anual es de 23.4°C, la máxima se registra en el mes de mayo (52 °C) y la mínima se registra en febrero (5 °C). El régimen de lluvias se registra entre los meses de abril y noviembre, contando con una precipitación media de 2,267.2 milímetros.
Según la clasificación climática de Köppen el clima de Tancanhuitz corresponde a la categoría Aw, (tropical de sabana).

## Demografía
La población total del municipio de Tancanhuitz es de 20 300 habitantes, lo que representa un decrecimiento promedio de -0.36 % anual en el período 2010-2020 sobre la base de los 21 039 habitantes registrados en el censo anterior. Al año 2020 la densidad del municipio era de 147,8 hab/km².
| Gráfica de evolución demográfica de Municipio de Tancanhuitz entre 2000 y 2020 |
|                                                                                |
| Fuente: Instituto Nacional de Estadística Geografía e Informática              |

En el año 2010 estaba clasificado como un municipio de grado alto de vulnerabilidad social, con el 35.76% de su población en estado de pobreza extrema.
La población del municipio está mayoritariamente alfabetizada (14.59% de personas analfabetas al año 2010), con un grado de escolarización en torno de los 7 años. El 80.71% de la población se reconoce como indígena.
El 87.25% de la población profesa la religión católica. El 10.05% adhiere a las iglesias Protestantes, Evangélicas y Bíblicas.

### Localidades
Según el censo de 2010, la población del municipio se distribuía entre 220 localidades, de las cuales 170 eran pequeños núcleos de carácter rural de menos de 100 habitantes.
Las localidades con mayor número de habitantes y su evolución poblacional son:
| Localidad                        | Población 2010 | Población 2020 |
| Total Municipio                  | 21 039         | 20 300         |
| Aldzulup                         | 345            | 331            |
| Aldzulup Poytzén                 | 488            | 378            |
| Chacatitla Segunda Sección       | 316            | 328            |
| Chiapa Tuzantla                  | 380            | 485            |
| Cuatlamayán                      | 419            | 371            |
| Guadalupe Victoria               | 294            | 315            |
| La Garza (Pequetzén de la Garza) | 448            | 8790           |
| Las Armas                        | 1042           | 1057           |
| Linares                          | 352            | 321            |
| Octzén San Agustín               | 299            | 310            |
| Palmira Nuevo                    | 376            | 315            |
| Palmira Viejo                    | 339            | 327            |
| San José Pequetzén               | 719            | 717            |
| Tamaletóm Tercera Sección        | 246            | 267            |
| Tancanhuitz (Cabecera municipal) | 2933           | 2698           |
| Tempexquistitla                  | 270            | 305            |
| Tzépacab Segunda Sección         | 253            | 255            |
| Zojualo                          | 411            | 349            |

## Economía
Según los datos relevados en 2010, 2771 personas desarrollaban su actividad en el sector primario (agricultura, ganadería, aprovechamiento forestal, pesca y caza). En segundo lugar, 670 personas estaban ocupadas en el comercio minorista. Ambos sectores concentraban prácticamente la mitad de la población económicamente activa del municipio, que ascendía ese año a 6878 personas.
Según el número de unidades activas relevadas en 2019, los sectores más dinámicos son el comercio minorista, la prestación de servicios de alojamiento temporal y de preparación de alimentos y bebidas y en menor medida la elaboración de productos manufacturados.

## Educación y salud
En 2010, el municipio contaba con escuelas preescolares, primarias, secundarias, 6 escuelas de educación media (bachilleratos) y 11 escuelas primarias indígenas. Contaba con 13 unidades destinadas a la atención de la salud, con un total de 17 personas como personal médico.

El 24.6% de la población, (4851 personas), no habían completado la educación básica, carencia social conocida como rezago educativo. El 40.8%, (8027 personas), carecían de acceso a servicios de salud.

## Cultura
- Náhuatl
- Téenek

### Sitios de interés
- Río Coy.
- Presa La Herradura.
- Cueva de Los Brujos.
- Iglesia de los 164 Escalones.
- Poza del mono.
- Plaza Principal
- Centro Ceremonial Tamaletom (Voladores de tamaletom)

### Fiestas
Fiestas civiles
- Aniversario de la Independencia de México: 16 de septiembre.
- Aniversario de la Revolución mexicana: El 20 de noviembre.

Fiestas religiosas
- Semana Santa: jueves y viernes Santos.
- Día de la Santa Cruz: 3 de mayo.
- Fiesta en honor de la Virgen de Guadalupe: 12 de diciembre.
- Día de Muertos: 2 de noviembre.
- Fiesta patronal a San Miguel Arcángel: del 25 al 29 de septiembre.

## Gobierno
Su forma de gobierno es democrática y depende del gobierno estatal y federal; se realizan elecciones cada 3 años, en donde se elige al presidente municipal y su gabinete. 

### Personajes ilustres
- Gustavo Fritz de la Orta, doctor.
- Odon Velarde

## Hermanamiento
- Quivican (2002)[18][19]